# Кампаньола-Емілія
Кампаньола-Емілія (італ. Campagnola Emilia) — муніципалітет в Італії, у регіоні Емілія-Романья,  провінція Реджо-Емілія.
Кампаньола-Емілія розташована на відстані близько 360 км на північний захід від Рима, 60 км на північний захід від Болоньї, 19 км на північний схід від Реджо-нелль'Емілії.
Населення — 5658 осіб (2014).
Щорічний фестиваль відбувається 19 червня. Покровитель — S.S. Gervasio e Protasio M.M..

## Демографія
Населення за роками:

Станом на 1 січня 2023 року в муніципалітеті офіційно проживало 770 іноземців з 34 країн, серед них 62 громадяни країн Євросоюзу та 18 громадян України.

## Сусідні муніципалітети
- Корреджо
- Фаббрико
- Новеллара
- Реджоло
- Ріо-Салічето